# Taisija Povalij
Taisija Nikolaevna Povalij, nata Hirjavec (in ucraino Гірявец?) (in russo Таисия Николаевна Повалий?; in ucraino Таїсія Миколаївна Повалій?, Taïsija Mykolaïvna Povalij; Šamrajivka, 10 dicembre 1964), è una cantante e attrice ucraina naturalizzata russa, già sovietica.
È stata l'artista del popolo dell'Ucraina (dal 1997 al 2022) e artista del popolo della Repubblica di Inguscezia (2012). Dal 2012 al 2014 è stata deputata del parlamento dell'Ucraina.
Dal 2024 è stata riconosciuta come cittadina russa.

## Discografia

### Album in studio
- 1995 – Panno kochannja
- 1997 – Ja vas ljublju
- 1999 – Sladkij grech
- 2000 – Bude tak
- 2002 – Odna-jedyna (con Iosif Kobzon)
- 2002 – Ptica vol'naja
- 2003 – Sladkij grekch
- 2003 – Ukraïns'ki pisenni perlyny
- 2004 – Serden'ko
- 2007 – Za toboj
- 2010 – Verju tebe
- 2018 – Serdce – dom dlja ljubvi
- 2020 – Ejforija
- 2021 – Osobennye slova. Ispoved'

### Album dal vivo
- 2008 – Ukraina. Golos. Duša

### Raccolte
- 2001 – Čortopoloch
- 2002 – Čarivna skrypka
- 2003 – Vozvraščaju
- 2008 – Nakazany ljubov'ju
- 2012 – Ja pomoljus'
- 2012 – Dve zvezdy (con Aleksandr Maršal)
- 2020 – Osobennye slova

## Onorificenze

### Onorificenze straniere
- 2012 – Artista del popolo della Repubblica di Inguscezia[1]